# Adesmia
Adesmia es un género de plantas de la familia de las fabáceas. Comprende 375 especies descritas y de estas, solo 225 aceptadas.

## Taxonomía
El género fue descrito por Augustin Pyrame de Candolle y publicado en Annales des Sciences Naturelles (Paris) 4: 94. 1825.
Etimología
Adesmia: nombre genérico que deriva de las palabras griegas: 
a- (sin) y desme (paquete), en referencia a los estambres libres.

## Especies
- Lista de especies de Adesmia